# Johann Witt (Boxer)
Johann Witt (* 13. November 1986 in Kasachische SSR, Sowjetunion) ist ein deutscher Boxer. Er gewann bei der Europameisterschaft der Amateure 2011 in Ankara eine Bronzemedaille im Schwergewicht.

## Werdegang
Johann Witt wurde als Sohn deutschstämmiger Eltern in einem kleinen Dorf in der Kasachischen SSR geboren. Sein Vater war in seiner Jugend Boxer, Johann Witt hatte in Kasachstan keine Möglichkeit, diesen Sport auch zu betreiben. Erst nach der Umsiedlung der Familie Witt nach Deutschland im Jahre 2003 begann er beim BC Ravensburg mit dem Boxen. Der stämmige Athlet, der bald in die Bundeswehr eintrat, kämpft im Schwergewicht, der Gewichtsklasse bis 91 kg Körpergewicht. Er ist zwischenzeitlich Mitglied des BR Villingen-Schwenningen und kämpfte bisher in der 2. deutschen Bundesliga für den Nordhäuser SV.
Im Jahre 2007 startete er erstmals bei einer deutschen Meisterschaft der Eliteboxer und gewann dort nach einer Niederlage im Halbfinale gegen Lukas Schulz vom Bahrenfelder SV (8:27) eine Bronzemedaille. Bei der deutschen Meisterschaft 2008 verlor er im Viertelfinale gegen Artur Hofmeister und erreichte den 5. Platz. 2009 gewann er dann wieder eine Bronzemedaille, wobei er im Halbfinale gegen den Routenier Alexander Powernow vom BC Gifhorn (2:8) unterlegen war. Eine Bronzemedaille gewann er auch bei der deutschen Meisterschaft 2010, wobei er nach einem Sieg über Dimitri Propp, Straubing, im Halbfinale gegen Stefan Sittner aus Marl knapp nach Punkten unterlag (12:14).
Durch seine guten und beständigen Leistungen war man im Jahre 2011 seitens des Deutschen Boxverbandes endlich auf Johann Witt aufmerksam geworden. Im März 2011 wurde er in Schriesheim erstmals in einem Länderkampf eingesetzt und besiegte dabei den Südafrikaner Donald Mkola durch Abbruch in der 1. Runde. Im Mai 2011 startete er beim sogenannten „Round Robin“-Turnier dreimal und besiegte dabei in Schwedt/Oder und Chemnitz Cathal McMonagle aus Irland (20:13) und Eric Brechlin (mit 16:14 und Erik Pfeifer mit +13:13 Punkten).
Kurz von der Europameisterschaft 2011 in Ankara qualifizierte sich Johann Witt in der Sportschule Hennef mit einem knappen Punktsieg (+5:5) über Kevin Künzel aus Halle (Saale) für die Teilnahme an dieser Meisterschaft. In Ankara besiegte er bisher Juan Oliva Aleman aus Spanien (20:11), Marko Radonjic, CGR und Sjarhej Karnejeu aus Belarus (28:26) jeweils nach Punkten und stand damit im Halbfinale. In diesem unterlag er dem Aserbaidschaner Teymur Məmmədov nach einer guten Leistung mit 12:18 nach Punkten und gewann damit eine Bronzemedaille.
2012 konnte Johann Witt nicht mehr an die Erfolge von 2011 anknüpfen. Er schied im März 2012 beim Chemie-Pokal-Turnier in Halle (Saale) im Achtelfinale nach großem Kampf durch eine Punktniederlage gegen Artur Beterbijew, Russland (11:14) aus. Im April 2012 wurde er beim einzigen europäischen Olympia-Qualifikationsturnier in Trabzon eingesetzt. Dort unterlag er im Achtelfinale gegen Wladimir Cheles, Moldawien, aber klar nach Punkten (10:19). In der Bundesligasaison 2012 zeigte er wieder gute Kämpfe und siegte u. a. gegen Emir Ahmatović vom SV Motor Babelsberg und Eugen Schellenberg, MBR Hamm, nach Punkten. An der deutschen Meisterschaft 2012, bei der Eugen Schellenberg siegte, konnte er nicht teilnehmen.
2013 gewann er die Deutsche Meisterschaft im Schwergewicht, nachdem er Eugen Weigel, Ehsan Maudodi und Artur Mann besiegt hatte. Anfang des Jahres 2014 boxte er im Rahmen der World Series of Boxing zweimal im Team Germany. Er verlor dabei in Buenos Aires gegen Yamil Peralta, Team ARG Condors und in Frankfurt gegen Imre Szellő, Team Italia Thunder, jeweils nach Punkten. Im Juni 2014 gewann Johann Witt bei der CISM-Militär-WM in Almaty im Schwergewicht mit einem Techn. K.-o.-Sieg in der 1. Runde über Moosa Ahmed Ibrahim, Vereinigte Arabische Emirate, einem Punktsieg über Gidelson Oliveira, Brasilien und einer Punktniederlage gegen Askar Abdullajew, Kasachstan, eine Bronzemedaille. Im selben Jahr schied Witt bei den Deutschen Meisterschaften in der für ihn ungewohnten Gewichtsklasse Superschwer bereits im Halbfinale gegen Ali Kiyidin aus.

### World Series of Boxing
In der Saison 2013/14 kämpfte Witt drei Mal für das Team Germany in der World Series of Boxing, verlor jedoch alle drei Kämpfe. Seine Gegner waren Chouaib Bouloudinats, Imre Szellő und Yamil Peralta.

### Internationale Erfolge
| Jahr | Platz | Wettbewerb                            | Gewichtsklasse | Ergebnis |
| 2011 | 3.    | EM in Ankara                          | Schwer         | nach Punktsiegen über Juan Oliva Aleman, Spanien (20:11), Marko Radonjic, CGR und Sjarhej Karnejeu, Belarus (28:26) und einer Punktniederlage im Halbfinale gegen Teymur Məmmədov, Aserbaidschan (12:18)     |
| 2012 | 9.    | Chemie-Pokal-Turnier in Halle (Saale) | Schwer         | nach Punktniederlage gegen Artur Beterbijew, Russland |
| 2012 | 9.    | Olympia-Qualif.-Turnier in Trabzon    | Schwer         | nach Punktniederlage gegen Wladimir Cheles, Moldawien (10:19) |
| 2014 | 3.    | CISM-Militär-WM in Almaty             | Schwer         | nach Techn. K.O.-Sieg in der 1. Runde über Moosa Ahmed Ibrahim, Vereinigte Arabische Emirate, einem Punktsieg über Gidelson Oliveira, Brasilien und einer Punktniederlage gegen Askar Abdullajew, Kasachstan |

### Deutsche Meisterschaften
| Jahr | Platz | Gewichtsklasse | Ergebnis                                                                            |
| 2007 | 3.    | Schwer         | nach einer Punktniederlage im Halbfinale gegen Lukas Schulz, Bahrenfelder SV (8:27) |
| 2008 | 5.    | Schwer         | nach einer Punktniederlage im Viertelfinale gegen Arthur Hofmeister                 |
| 2009 | 3.    | Schwer         | nach einer Punktniederlage im Halbfinale gegen Alexander Powernow, BC Gifhorn (2:8) |
| 2010 | 3.    | Schwer         | nach einer Punktniederlage im Halbfinale gegen Stefan Sittner, Marl (12:14)         |
| 2011 | 1.    | Schwer         | nach einem Punktsieg im Finale über Stefan Sittner (15:11)                          |
| 2013 | 1.    | Schwer         | nach einem Punktsieg im Finale über Artur Mann (3:0)                                |
| 2014 | 3.    | Schwer         | nach einer Punktniederlage im Halbfinale gegen Ali Kiyidin (2:1)                    |

## Länderkämpfe
| Jahr | Ort         | Begegnung                   | Gewichtsklasse | Ergebnis                                   |
| 2011 | Schriesheim | Deutschland gegen Südafrika | Schwer         | RSC-Sieger i.d. 1. Runde über Donald Mkola |

Erläuterungen
- WM = Weltmeisterschaft, EM = Europameisterschaft
- Schwergewicht, Gewichtsklasse bis 91 kg Körpergewicht
- RSC = „Referee Stops Contest“ = Abbruchsieg